# Xi Qia
Xi Qia, ou Xi Xia (熙洽, Xīqià), de son nom complet Aisin-Gioro Xiqia (愛新覺羅·熙洽, Àixīnjuéluó Xīqià), est un chef militaire du Kuomintang qui fit défection et rejoignit les Japonais durant l'invasion de la Mandchourie de 1931 avant d'intégrer le nouveau gouvernement de l'État du Mandchoukouo.

## Biographie
D'origine mandchoue et membre du clan impérial Aisin Gioro, Xi Qia est partisan de la création d'un État mandchou en Mandchourie après la révolution chinoise de 1911 qui provoque la chute de la dynastie Qing. Dans sa jeunesse, il étudie au Japon à l'académie de l'armée impériale japonaise. Il gravit les échelons jusqu'au grade de lieutenant-général et commandant de l'armée de la province du Kirin au sein de la clique du Fengtian.
Le 23 septembre 1931, après l'incident de Mukden, Xi Qia est invité par le Japon à former un nouveau gouvernement de la province du Kirin. L'armée impériale japonaise réussit à occuper la capitale provinciale sans effusion de sang et Xi Qia organise une rencontre entre organisations gouvernementales et conseillers japonais, et le 30 septembre 1931, il proclame le détachement du Kirin du reste de la République de Chine, avec lui-même comme chef du gouvernement provisoire.
Après que l'armée japonaise du Guandong ait achevé le contrôle militaire de tout le Sud de la Mandchourie début 1932, avec l'occupation de Jinzhou et de Shanhaiguan, elle poursuit vers le Nord pour sécuriser le reste de la région. Après que les négociations avec les généraux Ma Zhanshan et Ting Chao se retrouvent dans une impasse, le colonel Kenji Doihara demanda à Xi Qia en janvier 1932 d'avancer avec ses forces pour prendre Harbin à la dernière force importante du Kuomintang dans le Nord menée par Ting Chao. Xi Qia arrive ainsi à Shuangcheng le 25 janvier, et commence le combat dès le matin du 26. Ses troupes subissent cependant très vite un sérieux revers et Doihara est contraint d'appeler l'armée du Guandong à l'aide. Pour justifier cette demande, il invente de toutes pièces l'« incident de Harbin ».
La 2e division japonaise du général Jirō Tamon reçoit l'ordre de se porter au secours de Xi Qia et part le 28 janvier. En raison des difficultés de transport dues au froid glacial, il faut sept jours aux colonnes japonaises pour atteindre le site où les températures atteignent jusqu'à -30 °C. Elles se rapprochent finalement de Harbin par l'Ouest et le Sud le 4 février et prennent la ville le 5 février 1932. En deux mois, l'État du Mandchoukouo est établi et Xi Qia est confirmé par le nouveau gouvernement au poste de gouverneur de la province du Kirin.
Peu après, le 29 mars 1932, les forces de Xi Qia subissent une nouvelle défaite, cette fois-ci par l'armée anti-japonaise pour le salut du pays, une armée de volontaires menée par le général Li Hai-ching, près de la ville de Nong'an, à quelques dizaines de kilomètres de Hsinking, la capitale du Mandchoukouo. Les troupes japonaises arrivent par Yao-men à l'Est et essayent de se frayer un chemin à travers Nong'an avec le soutien des bombardements menés par le Service aérien de l'Armée impériale japonaise, mais la radio des assiégés cesse de transmettre lorsque les forces de Li capturent la ville. L'armée japonaise les chassent très vite et Xi Qia est remis à son poste peu après et entre au gouvernement en 1932.
Xi Qia devient ministre des Finances du Mandchoukouo en 1934. Il sert ensuite comme ministre de la famille impériale et ministre de l'Intérieur en 1936. Vers la fin de la Seconde Guerre mondiale, il est capturé par l'armée soviétique et emprisonné en Sibérie avant d'être extradé en République populaire de Chine en 1950, où il meurt au centre de détention de criminels de guerre de Fushun.